# M777 (гаубиця)
M777 (неофіційна назва серед українських військових — «Три сокири») — британсько-американська причіпна гаубиця зі стволом калібру 155 міліметрів і завдовжки 39 калібри.
Гаубицю виробляє відділ Global Combat Systems компанії BAE Systems. Основне управління контрактами, а також виробництво й монтаж титанових конструкцій та компонентів противідкотних пристроїв базуються в Барроу-ін-Фернессі у Великій Британії. Остаточне збирання та випробування гаубиці проводяться на заводі BAE в Хаттісбургу, штат Міссісіпі.
Вартість M777 становила 2,03 мільйона доларів США за одиницю (внутрішня вартість, 2008 фінансовий рік) або 3,738 мільйона доларів США за одиницю (експортна вартість, 2017 фінансовий рік).
З квітня 2022 року гаубиці M777 активно застосовуються силами ЗСУ для відбиття повномасштабної російської агресії.

## Історія розробки
У 1987 році підрозділ озброєнь Vickers Shipbuilding and Engineering (VSEL) розробив ескізний проєкт «надлегкої польової гаубиці» (UFH; укр. «Ultralight Field Howitzer»). У вересні 1987 року Армія США санкціонувала будівництво двох прототипів для випробувань. Оскільки федеральний закон забороняє Армії США закуповувати зброю іноземного виробництва, компанія Vickers об'єдналася з Textron для створення цієї гаубиці в США. Побудовані прототипи, які отримали назву LW155, були доставлені до США для випробувань і оцінки наприкінці 1989 року. У 1997 році за результатами офіційного конкурсу на легку буксировану гаубицю, яка мала замінити наявні 155-мм буксировані гаубиці M198 (у конкурсі, крім LW155, також брала участь легка буксирована гаубиця конструкції Royal Ordnance), LW155 була оголошена переможцем. Після цього рішення Армія США офіційно позначила LW155 як XM777. Під час випробувань XM777 у 1998 році в умовах, наближених до реальної експлуатації, було виявлено серйозні проблеми зі втомою металу, нестабільністю під час стрільби та пошкодженнями від віддачі. Ці проблеми переслідували XM777 (а пізніше й M777) протягом багатьох років. Деякі з них так і не були повністю усунені. 
У 1999 році компанія VSEL була придбана компанією BAE Systems, а Textron вийшла з програми XM777, залишивши BAE без субпідрядника в США для виробництва гаубиці більше ніж на рік. До вересня 2000 року BAE вдалося укласти субпідряд із кількома меншими компаніями для виробництва цієї гаубиці, кожна з яких мала виготовляти різні вузли M777. Лафет мав виготовлятися HydroMill Inc, станини та сошники — Major Tool and Machining Inc, завантажувальний лоток — Арсенал Рок-Айленд, підйомні механізми — Wegmann, оптичну систему управління вогнем — Seiler Instruments and Mfg, а титанові сплави мала постачати RTI International Metals Inc.
Попри численні поточні проблеми та технічні недоліки конструкції, у листопаді 2002 року Міністерство оборони США уклало з BAE контракт на 135 мільйонів доларів на початок етапу малосерійного початкового виробництва XM777 та офіційно класифікувало гаубицю як M777. Контракт передбачав виготовлення 94 гаубиць, першу з яких було завершено в лютому 2003 року. Зрештою, попри федеральний закон, 30% деталей M777 (підвіска, ходова частина та верхня люлька) були виготовлені на заводі BAE у Великій Британії.
У 2003 році почалися випробування нової модифікації гаубиці — M777A1. M777A1 відрізнялася від базової моделі наявністю бортового комп'ютера, системи GPS, інерціальної навігації, радіостанції, а також трьох дисплеїв: командира гармати, навідника та помічника навідника. Того ж року M777A1 вперше провела випробувальні стрільби снарядом Excalibur. Однак серійні екземпляри M777A1 не могли застосовувати M982 Excalibur.
У грудні 2005 року перші чотири гаубиці M777 були поставлені канадській армії за контрактом на військові продажі за кордон (FMS; укр. «The Foreign Military Sales»). Системи були розгорнуті в Афганістані в лютому 2006 р. і майже відразу взяли участь у бойових діях у Кандагара, що стало першим бойовим застосуванням M777.
У липні 2007 року розпочалося виробництво модифікації M777A2. У гаубиць M777A2 було оновлено програмне забезпечення для застосування снарядів M982 Excalibur та доданий програматор Enhanced Portable Inductive Artillery Fuze Setter для використання боєприпасів Excalibur та комплектів високоточного наведення M1156 PGK.
У листопаді 2024 року BAE оголосила про відкриття нового артилерійського заводу в Шеффілді протягом 2025 року, щоб відновити повне виробництво артилерійських систем M777 для України та допомогти виконати замовлення на нові литі титанові запчастини зі США на додаток до свого американського заводу запчастин, який також відновив виробництво протягом 2024 року. 8 країн раніше висловили зацікавленість у нових замовленнях.

## Конструкція
У M777 використовується близько 70 % деталей американського виробництва, включаючи гарматний ствол, який виготовляється в Арсеналі Вотервліт.
Субпідрядники BAE в США та пов'язані з ними компоненти/діяльність згідно з планом на 2001 рік:
- United Defense LP, Паскагула, Міссісіпі — остаточне складання, випробування та постачання
- HydroMill, Inc., Чатсворт, Каліфорнія — складання корпусів
- Major Tool and Machining, Inc., Індіанаполіс, Індіана — стабілізатори, сошники, станини
- Рок-Айлендський арсенал, Рок-Айленд, Іллінойс — затворна система з казенною частиною
- RTI International Metals, Inc., Найлз, Огайо — титан

Основним елементом гаубиці M777 є артилерійська система M776 калібру 155 мм із довжиною ствола в 39 калібрів, яке є безежекторним варіантом ствола M284, що використовується в САУ M109A6 Paladin. Система оснащена модифікованим дульним гальмом M199, яке застосовується в гаубиці M198. Модифікація полягає в установці буксирної проушини. Дульне гальмо зменшує віддачу системи на 17 %. Казенна частина артилерійської системи має гвинтовий затвор із гідравлічним приводом, який відкривається вертикально, щоб забезпечити роботу між трубами люльки.
Оскільки гаубиця має роздільне картузне (безгільзове) заряджання, тобто снаряд і метальний заряд заряджаються окремо, затвор обладнаний обтюратором Банжа. Ударно-спусковий механізм, похідний від механізму M49, прикріплений до механізму подачі капсуля. Магазин розрахований на 10 капсулів (ударних трубок) M82. Також до казенної частини прикріплений автоматично відкриваючийся завантажувальний лоток для снарядів.
При вазі 4200 кг, M777 на 41% легша ніж гаубиця M198 (7154 кг), яку вона замінює у військах. Значною мірою зменшення ваги відбулося завдяки широкому використанню титану. Це допускає транспортування на зовнішній підвісці вертольота CH-47 або конвертоплана V-22 Osprey; це також значно полегшує десантування, обслуговування і зберігання гармати.
Розрахунок гаубиці також зменшено до п'яти осіб, у порівнянні з дев'ятьма членами розрахунку гаубиці М198.
M777 має цифрову систему керування вогнем, аналогічну системам управління вогнем у самохідних артилерійських установках, наприклад M109A6 Paladin. Система керування вогнем може визначати місце знаходження гаубиці та обчислювати параметри гармати для швидкого наведення на ціль.
Канадські гаубиці M777, окрім звичайних механічно-оптичних прицілів, використовують цифрову систему управління вогнем (DGMS; англ. «Digital Gun Management System») виробництва компанії Leonardo MW з компонентами розробки підрозділу Канадської армії. Частина розроблена Leonardo MW, яка має назву LINAPS, була до того використана в 105-мм гаубицях L118 Британської армії.
Гаубиця M777 може вести вогонь високоточними снарядами M982 Excalibur з максимальною дальністю до 40 км. Із використанням таких снарядів одна батарея може покривати вогнем територію площею до 1250 км². На випробуваннях із 14 випущених снарядів на відстань у 24 км, 13 снарядів влучили за менш ніж 10 м від цілі. Це відповідає можливому круговому відхиленню 5 метрів.
Найдовший зареєстрований постріл з M777 стався в червні 2012 року в провінції Гільменд, Афганістан, снарядом M982 Excalibur на відстань 36 км.

## Характеристики
Тактико-технічні характеристики M777:
- Далекобійність:
  - Максимальна звичайними снарядами: 24,7 км.
  - Максимальна спеціальними снарядами: понад 30 км
- Скорострільність:
  - Інтенсивна: 5 пострілів за хвилину строком до 2-х хвилин
  - Стандартна: 2 постріли за хвилину
- Розгортання :
  - Розгортання: <3 хвилин
  - Згортання: <2 хвилин
- Обмеження:
  - Висота підйому: +1275 міл (~71,7°)
  - Висота опускання: −43 міл (~2,5°)
- Траверс (на перевезення): 400 міл (22,5°) ліворуч і праворуч (6400 міл (360°) через QuickSwitch)
- Буксирування:
  - Максимальна швидкість буксирування: 88 км/год
  - Швидкість по перетятій місцевості: 24 км/год
- Транспорт:
  - Тягачі: MTVR, FMTV, M800 та M900 5-тонні вантажівки, а також будь-які 2,5-тонні вантажівки.
  - Літаки: C130, C141, C17, C5, Ан-124[25]
  - Гелікоптери: CH53E, CH47D, MV22

### Порівняння M777 та M198
М777 розроблялася для заміни гаубиці M198. Основною перевагою М777 у порівнянні з М198 є її суттєво менша вага, що означає більш високу прохідність та відносно низький час розгортання. Дальність і точність пострілу у М777 та М198 однакові.
|                                  | M777A2    | M198       |
| -------------------------------- | --------- | ---------- |
| Вага                             | 4200 кг   | 7150 кг    |
| Час розгортання                  | 2 хв 10 с | 6 хв 35 с  |
| Час згортання                    | 2 хв 23 с | 10 хв 40 с |
| Прохідність                      | 83%       | 63%        |
| Кількість, що вміщається в C-130 | 2         | 1          |
| Бойовий розрахунок               | 5—7       | 9          |

## Варіанти

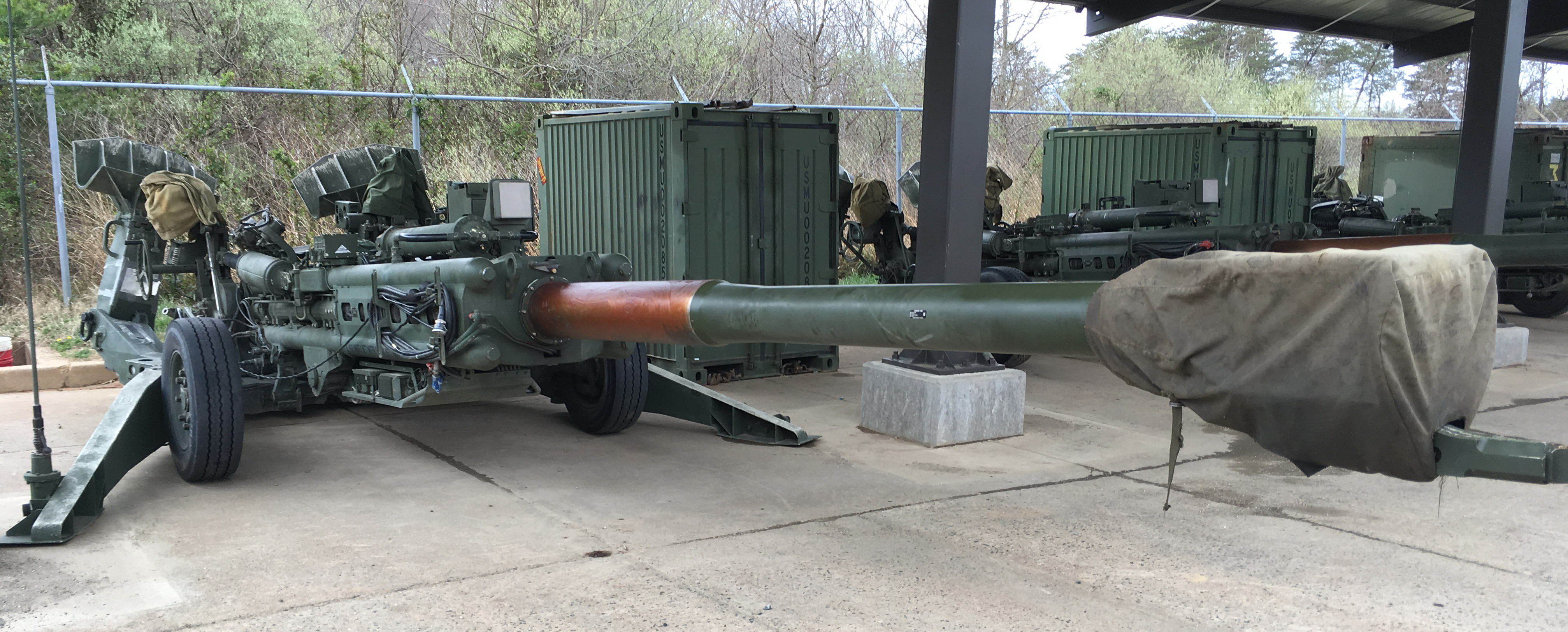
M777A2

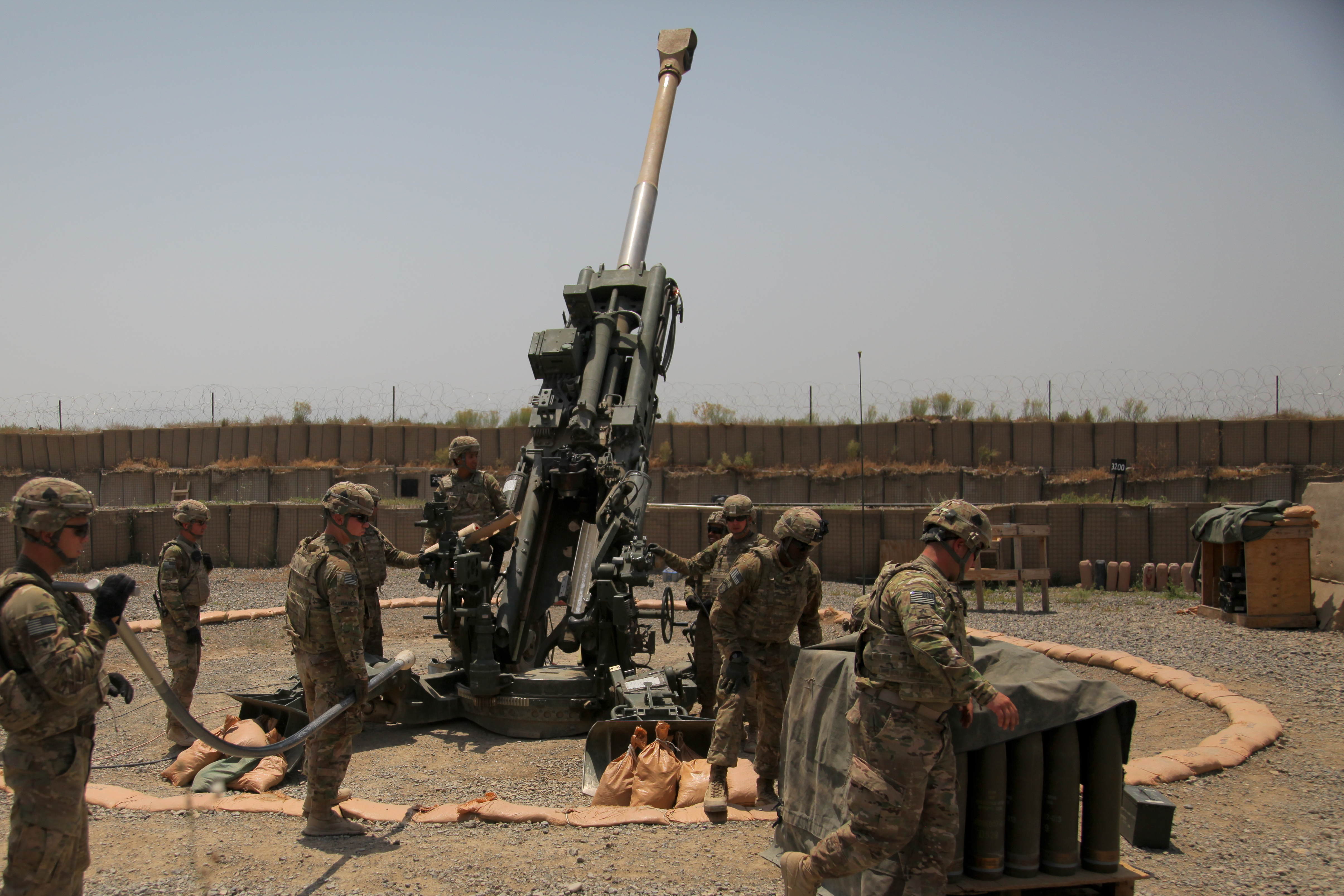
Артилеристи 4-320-го арт. дивізіону 101-й ПДД перевіряють M1156 Precision Guidance Kit на точність на передовій оперативній базі «Салерно» у провінції Хост, Афганістан. 11 червня 2013 року.

- M777 — з оптичним керуванням вогню.
- M777A1 — додані джерело живлення, система GPS, інерційна навігація, радіоприймач, дисплей.
- M777A2 — було оновлено програмне забезпечення до версії Block 1A: було додано інтерфейс до Enhanced Portable Inductive Artillery Fuze Setter (EPIAFS) для використання боєприпасів типу «Екскалібур» та інших точних боєприпасів[27].
- M777ER — експериментальна версія з подовженим стволом 52 калібру (+1,8 м) та зі збільшеною вагою (+450 кг). Дальність стрільби збільшено до 70 км[28]. Модернізація також включає активно-реактивний снаряд XM1113 і заряд XM654[29], автомат заряджання і нову систему управління вогнем[29]. Модифікація покликана зробити артилерію США більш універсальною, переорієнтувавши її з вузької сфери воєн низької інтенсивності на війну з будь-яким супротивником, у тому числі технологічно розвиненим[30].
- M777C1 — M777 з DGMS (Канада)[31]

## Бойове застосування
Гаубиці використовувалися ЗС США у збройних конфліктах в Афганістані та в Іраку.
За повідомленнями The Washington Post, було розгорнуто деяку кількість 155-мм гаубиць M777 з боєприпасами з GPS-наведенням, для вогневої підтримки 1-го батальйону 4-го полку морської піхоти США (4th Marine Regiment), що розмістився на підступах до міста Ракка під час боїв в його околицях у 2017 році.
Загальна оцінка М777 була позитивна. При використанні звичайних осколково-фугасних снарядів гаубиця демонструвала високу точність. А модернізована система керування вогнем дозволяла оперативно здійснювати наведення та точніше корегувати вогонь.

### Військова операція проти Ісламської держави
Кілька гаубиць M777A2 були розгорнуті в Іраку на кордоні з Сирією з 8 листопада 2018 року до квітня 2019 року для підтримки Сирійських демократичних сил у битві за Багуз-Фавкані — успішній операції із захоплення останнього міста, яке утримувала група «Ісламська держава». 
Вони були розміщені на базі Firebase Saham, щойно збудованій Армією США, щоб забезпечувати вогневу підтримку під час битви, особливо у хмарні дні, коли американська авіація не могла проводити авіаудари через обмежену видимість.

### Російсько-українська війна
Уже з 4 травня 2022 року в соціальних мережах, а згодом і в новинах стала з'являтись інформація, що українські військові уже з успіхом застосовують раніше отримані гаубиці M777. При тому, українські військові також застосовували і активно-реактивні снаряди M549.
Гаубиці отримали позитивні відгуки через значну дальність, точність вогню, ергономіку та зручність використання. Для зручності все необхідне для роботи з M777 було впроваджено у програмний комплекс «Кропива».
Крім того, завдяки використанню сучасних 155 мм снарядів M795 з 10,8 кг вибухової речовини у 1,5-2 рази зросла вогнева потужність, адже в звичайних радянських 152 мм снарядах кількість вибухової речовини складає від 4,8 до 6,8 кг.
Серед перших відомих випадків застосування цих гаубиць — знищення російського угрупування при форсуванні Сіверського Донця та знищення складу боєприпасів на Ізюмському напрямі. За даними волонтера Романа Доніка, при детонації боєприпасів було знищено до роти російських окупантів, 7 бойових машин піхоти (БМП), і один танк.
За даними журналіста Девіда Ігнатіуса американського видання Washington Post станом на середину червня 2022 року через інтенсивне застосування на ремонт довелось відправити «декілька десятків» гаубиць M777.
Також в умовах інтенсивних артилерійських дуелей гаубиці отримували ушкодження від уламків ворожих снарядів та потребували ремонту в тилу. Зокрема, росіяни застосовували БМ-27 «Ураган» з касетними снарядами для обстрілу позицій української артилерії.
Російська пропаганда стверджує, що гаубиці M777 були використані для атаки позицій та техніки окупантів на захопленому острові Зміїний 20 червня 2022 року. При чому позиції української артилерії знаходились на острові Кубану в гирлі Дунаю (за щонайменше 36 км від Зміїного).
18 лютого 2023 року артилеристи 406-ї окремої артилерійської бригади оприлюднили відео зі знищенням 3 російських САУ «Мста-С» за три дні. Російські артилерійські установки уражали за допомогою причіпних 155-мм гаубиць M777 та високоточних снарядів M982 Excalibur. 25 лютого 406 ОАБР на Херсонщині знешкодила російську РЛС АРК-1 «Рись».
Обслуговування та ремонт гаубиць виконується по-можливості в Україні.
Станом на 26 липня 2025 року редактори Oryx Blog знайшли фото чи відео підтвердження безповоротної втрати Україною 57 гаубиць M777: 55 знищено та 2 захоплено російськими військовими. Також 45 одиниць отримали пошкодження різного ступеню.

## Оператори
- Австралія: 48 одиниць M777A2 на озброєнні, станом на 2024 рік[47]. Спочатку на озброєнні перебувало 54 одиниці M777A2[48], потім 48 після передачі 6 гаубиць Україні у квітні 2022 р[49].
- Індія: 125 одиниць M777A2 на озброєнні, станом на 2024 рік[50].
- Канада: 33 одиниці M777 на озброєнні, станом на 2024 рік[51]. Було 37, 4 гаубиці передані Україні в квітні 2022 року, має прийти заміна[52][53].
- США — було придбано 999 гаубиць[54]. З них 142 були відправлені до України. Згідно звітам The Military Balance 2024, на озброєнні США перебуває 872 одиниці M777A2.
  -  Армія: 391 одиниці M777A2 на озброєнні, станом на 2024 рік[55].
  -  Морська піхота: 481 одиниці M777A2 на озброєнні, станом на 2024 рік[56].
- Україна
  - Сухопутні війська ЗСУ: 130 одиниць M777A2 на озброєнні, станом на 2024 рік[57]. Частина була втрачена в ході повномасштабного російського вторгнення.

152 одиниці отримано від різних країн в рамках військової допомоги (142 від США, +4 від Канади, +6 від Австралії).
У складі одного з артилерійських з'єднань ЗСУ сформовано підрозділ «Скіфи», що має на озброєнні 155 мм гаубиці M777, снаряди M795 та M549, вантажівки FMTV M1083A1P2 з броньованою кабіною.

### Австралія
У 2008 році Збройні сили Австралії подали запит на придбання 57 гаубиць M777A2 через програму «Іноземних військових продажів» США, оцінених у суму до 248 мільйонів доларів США. Згодом було придбано 35 гаубиць для Австралійської армії, щоб переоснастити 1-й полк Королівської австралійської артилерії, 4-й полк Королівської австралійської артилерії та 8-й/12-й полк Королівської австралійської артилерії, замінивши 155-мм гаубиці M198 та 105-мм легкі гармати L119. Перші поставки M777A2 розпочалися наприкінці 2010 року.
Додатково було замовлено ще 19 гаубиць безпосередньо з американських виробничих ліній, щоб забезпечити загалом шість батарей. Паралельно Австралійська армія придбала високоточні 155-мм боєприпаси, такі як снаряди M982 Excalibur та комплект точного наведення XM1156.
Наприкінці квітня 2022 року Австралія оголосила, що передасть шість своїх гаубиць M777 разом із боєприпасами для підтримки України під час повномасштабного російського вторгнення в Україну 2022 року.

### Індія
В травні 2019 року Індійські збройні сили поскаржились міністерству оборони на якість боєприпасів виробництва державної компанії Ordnance Factory Board. Зокрема, стало відомо, що під час випробувань у вересні 2017 року через дефект модульного заряду індійського виробництва в однієї з гаубиць було пошкоджене дульне гальмо.
На тлі прикордонного конфлікту з Китаєм в жовтні 2021 року Індійська армія посилила лінію розмежування з Китаєм модернізованими установками L/70 та гаубицями M777.

### Канада

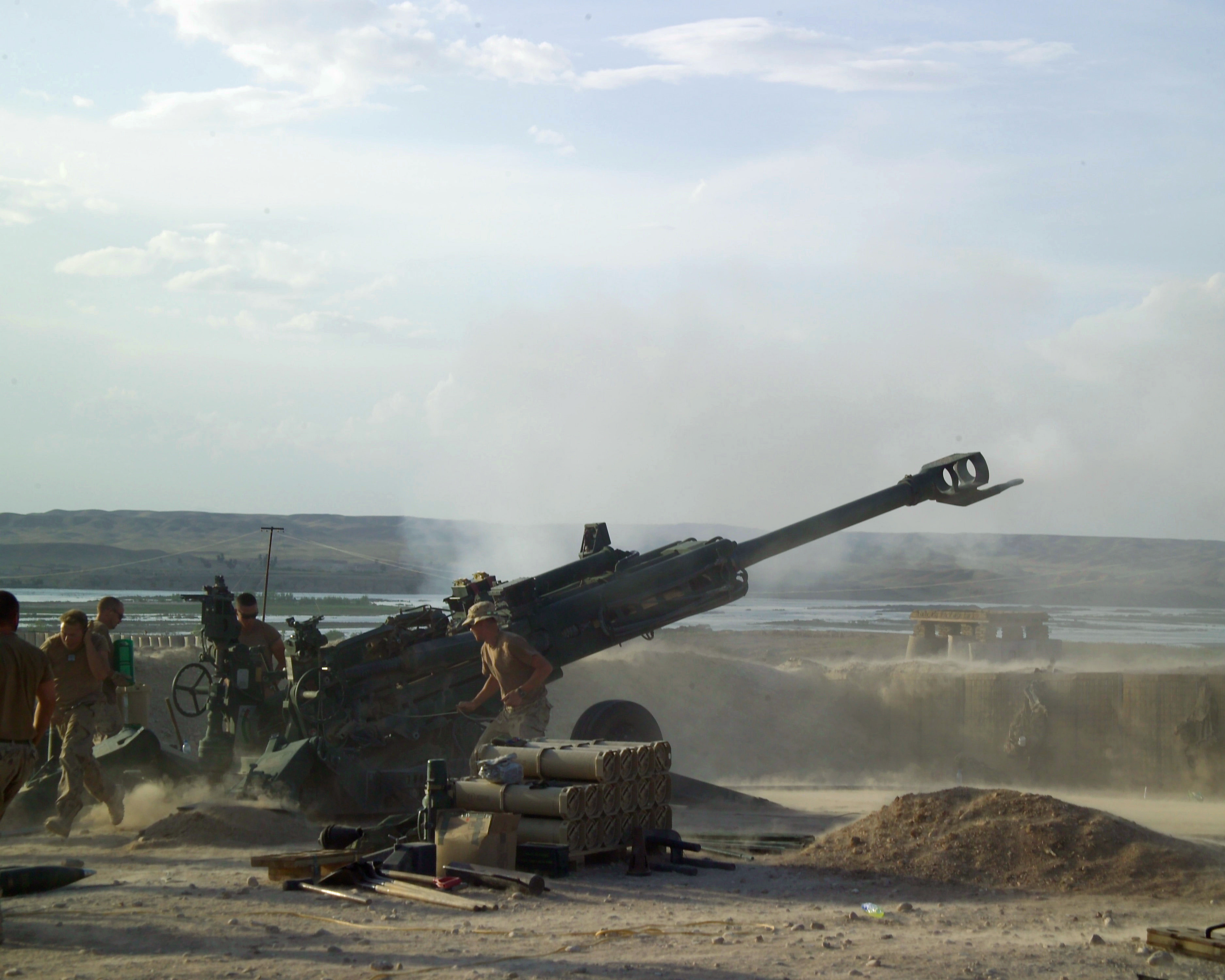
Канадські солдати ведуть вогонь з M777. Передова оперативна база в провінції Гільменд в Афганістані, квітень 2007 року

У грудні 2005 року 1-й полк Королівської канадської кінної артилерії провів перші стрільби зі своїх 155-мм буксованих гаубиць M777. Шість поставлених гаубиць були надані Корпусом морської піхоти США за контрактом «Іноземних військових продажів» (FMS; укр. «The Foreign Military Sales») між США та Канадою. Канадські гармати вперше використовувалися батареєю A, 1 RCHA, на базі CFB Shilo, а згодом були розгорнуті в Афганістані для підтримки операції «Archer». Їх ввели в експлуатацію на канадському театрі бойових дій поблизу Кандагара на початку 2006 року, що стало першим бойовим застосуванням M777.
Влітку вони зробили значний внесок під час битви за Панджвай, коли невелика кількість снарядів була використана з великим ефектом проти елементів Талібану, які відступали з району бою. Більшість з 72 бойовиків, які загинули під час найінтенсивнішого періоду боїв, стали жертвами артилерійського вогню лише двох цих гаубиць. Наприкінці осені 2006 року канадські гаубиці M777 були оснащені системою цифрового управління вогнем (DGMS; англ. «Digital Gun Management System»), що значно підвищило точність і дозволило використовувати їх для ближньої підтримки канадських і американських наземних сил.
Вони виявилися настільки ефективними, що було замовлено ще шість гармат у компанії BAE. У травні 2009 року уряд Канади замовив ще 25 M777, довівши їх загальну кількість до 37. Система DGMS також модернізується шляхом інтеграції засобів зв’язку. 
22 квітня 2022 року Канада відправила чотири гаубиці M777 разом із боєприпасами до України для відбиття повномасштабного російського вторгнення в Україну 2022 року.

### Україна

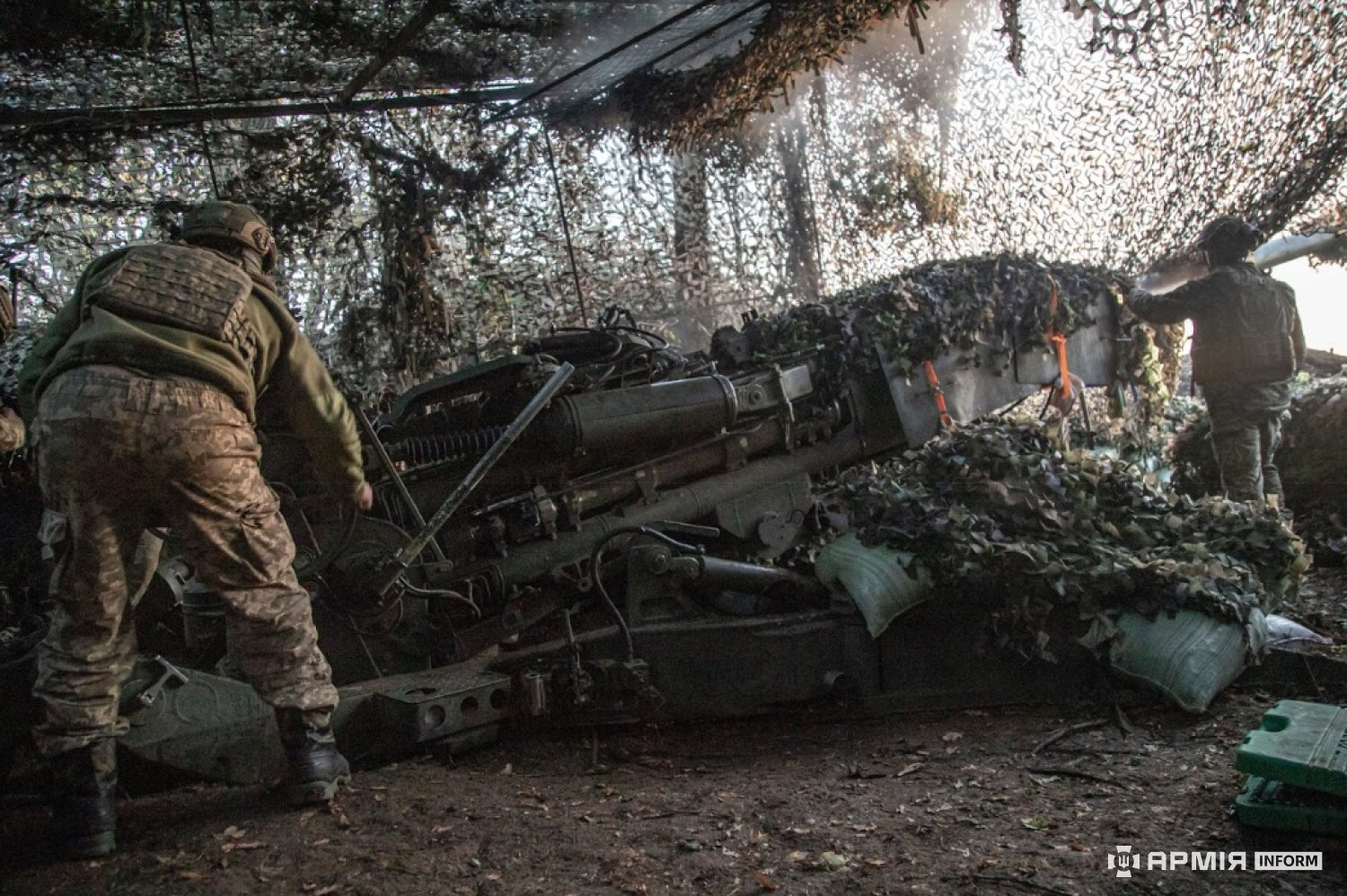
Замаскована позиція 148 ОАБр (2024)

13 квітня 2022 року Пентагон оприлюднив подробиці нового пакету міжнародної-технічної допомоги Україні до складу якої увійшли 18 причіпних гаубиць калібру 155 мм, гаубиці M777 та 40 тисяч артилерійських пострілів до них.
21 квітня Пентагон оголосив про черговий пакет допомоги Україні. Було надано 72 гаубиці.
22 квітня міністр національної оборони Канади Аніта Ананд повідомила про передання Україні гаубиць M777 та додаткових пострілів для гранатометів Carl Gustaf. З неофіційних джерел стало відомо, що йдеться про передачу 4 гаубиць. Також телекомпанія Сі-Бі-Сі повідомила й про те, що крім звичайних боєприпасів до цих гаубиць, Канада передала Україні й певну кількість високоточних снарядів M982 Excalibur, які залишилися у них після афганської війни.
25 квітня 2022 року під час візиту до Києва міністр оборони США Ллойд Остін заявив, що 18 американських гаубиць вже перебувають в Україні та 7 гаубиць готують для передання. Незабаром буде передано іще 72 гаубиці.
27 квітня 2022 року Міністерство оборони Австралії опублікувало фотознімки розвантаження 6 гаубиць для України.
Окрім власне самих гаубиць та снарядів, Україна отримала й певну кількість вантажівок FMTV для їх буксирування.
19 травня 2022 року схвалено додатковий пакет на $100 млн до якого увійшли 18 причіпних 155-мм гаубиць, 18 вантажівок — тягачів для них, та 3 контрбатарейних радара AN/TPQ-36.
15 червня 2022 року оголошено про черговий пакет допомоги від США на суму близько $1 млрд. До нього увійшли, зокрема, 18 гаубиць M777 із тактичними машинами до них та 36 тисяч снарядів калібру 155 мм.
16 червня 2022 року міністр оборони Канади Аніта Ананд повідомила, що Україні буде передано 10 стволів для гаубиць M777. Запасні стволи зберігають дальність та точність гаубиць, позаяк  зношені стволи вимагають регулярної заміни.
4 жовтня 2022 року Міністерство оборони США оголосило про наступний пакет зброї та військового спорядження для України на суму $625 млн, до якого увійшли 16 гаубиць M777.

## Галерея

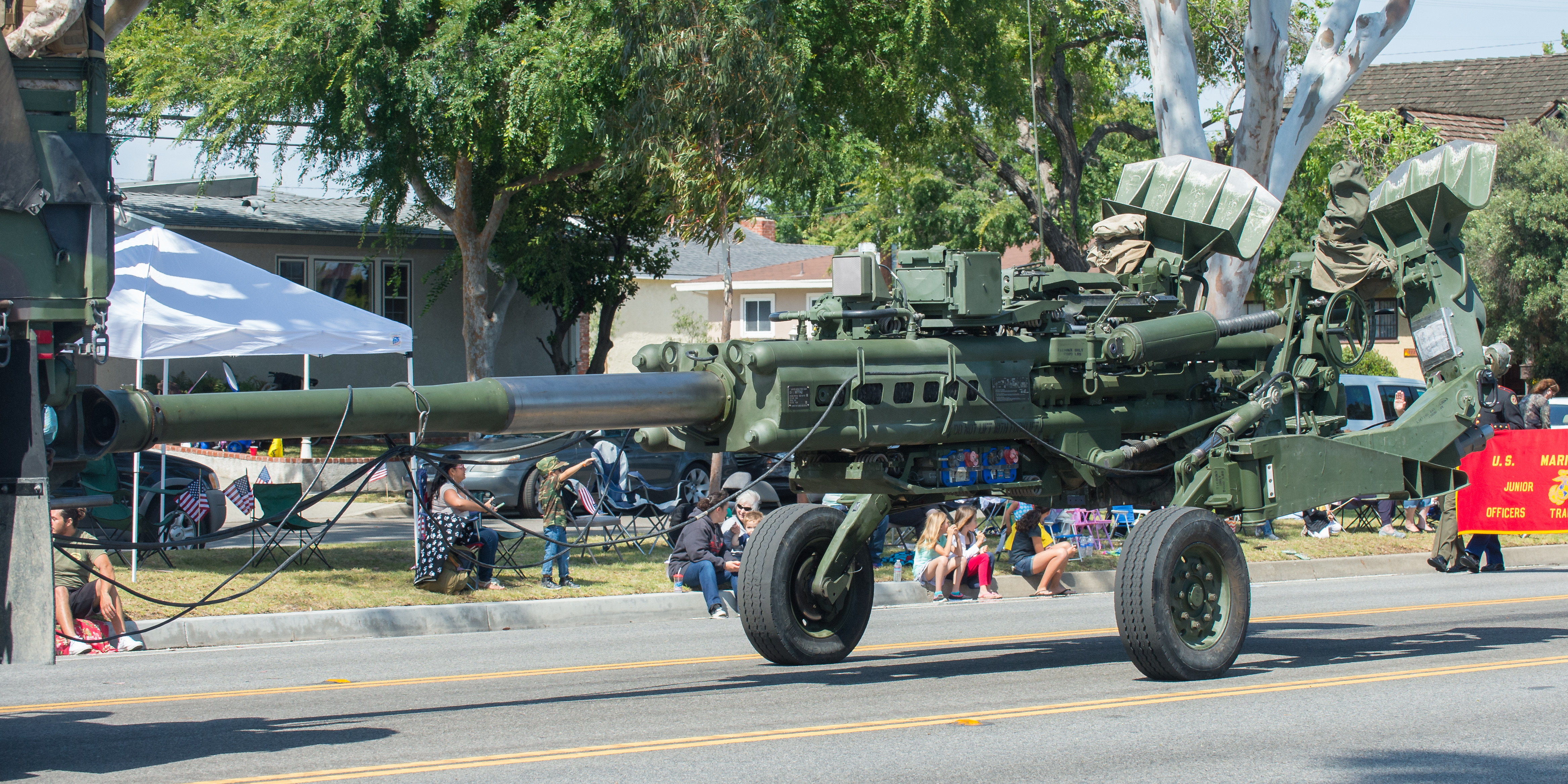
М777 на параді на честь Дня Збройних Сил у м. Торренс.
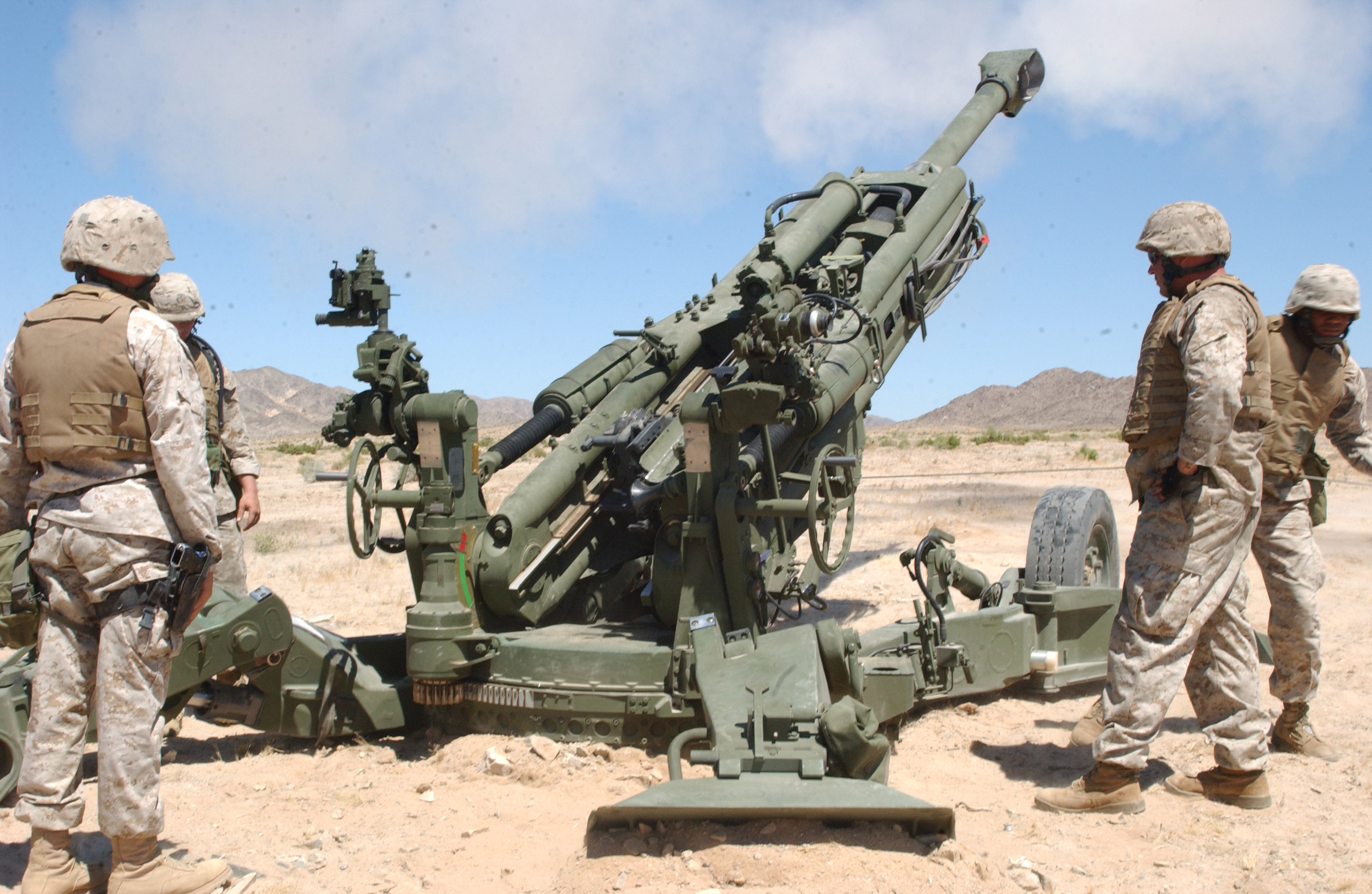
М777 11-го полку 1-ї дивізії морської піхоти в Твентінайн-Палмс. 25 травня 2005 р.
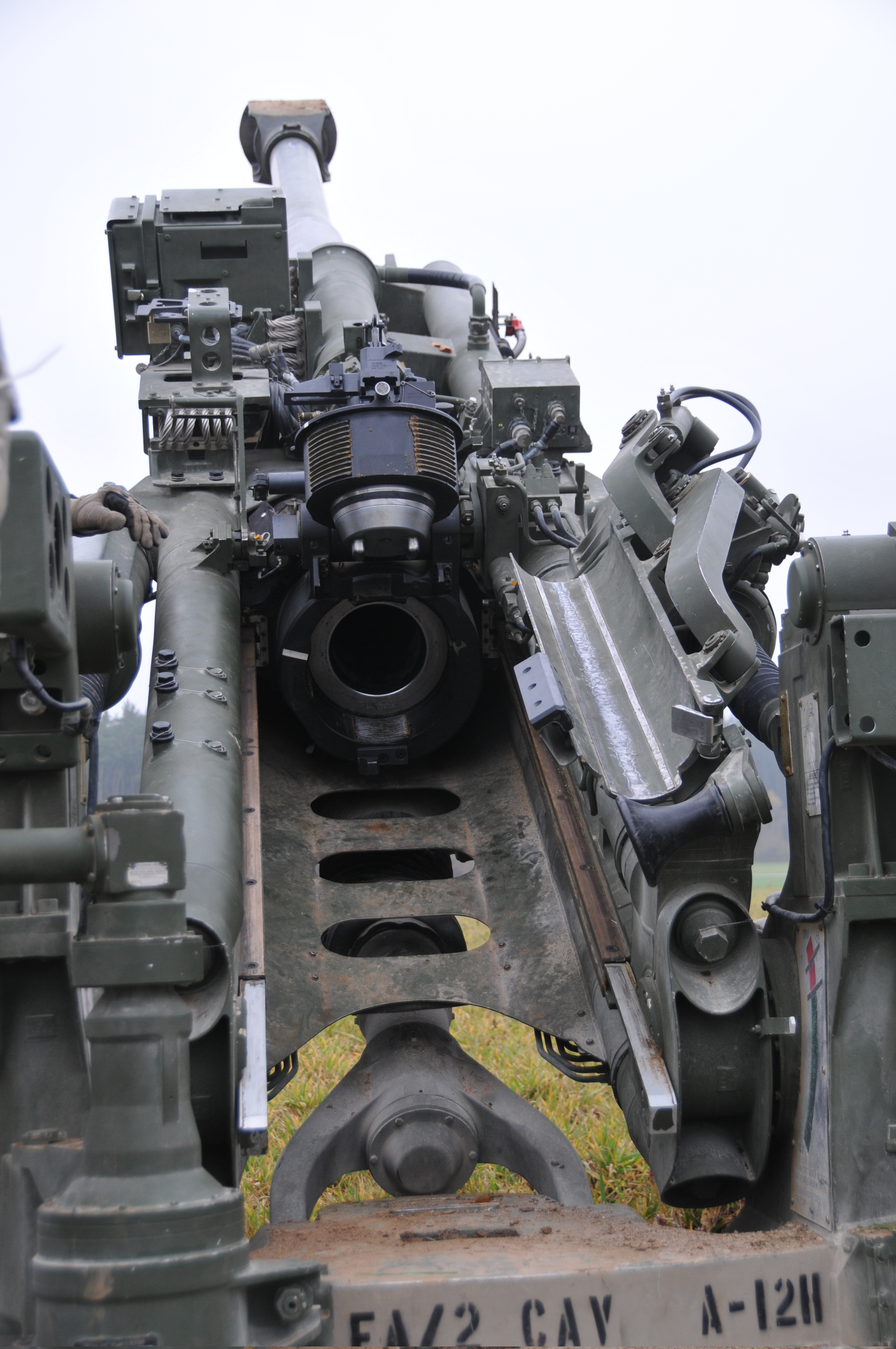
М777 2-го кавалерійського полку на навчаннях Saber Junction 2012. 25 жовтня 2012 року.
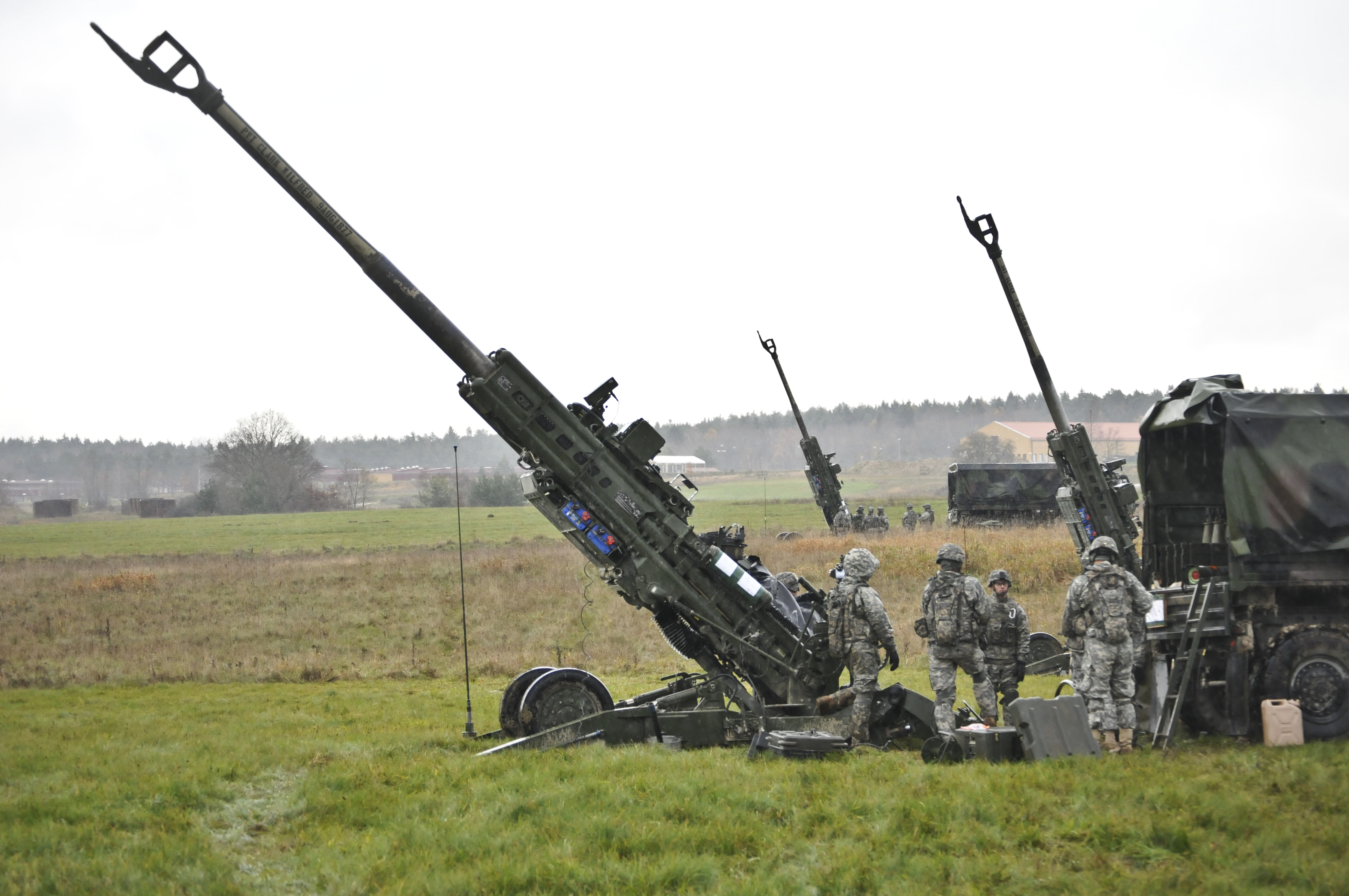
М777 2-го кавалерійського полку США на полігоні Графенвер, Німеччина. 19 листопада 2014 року.
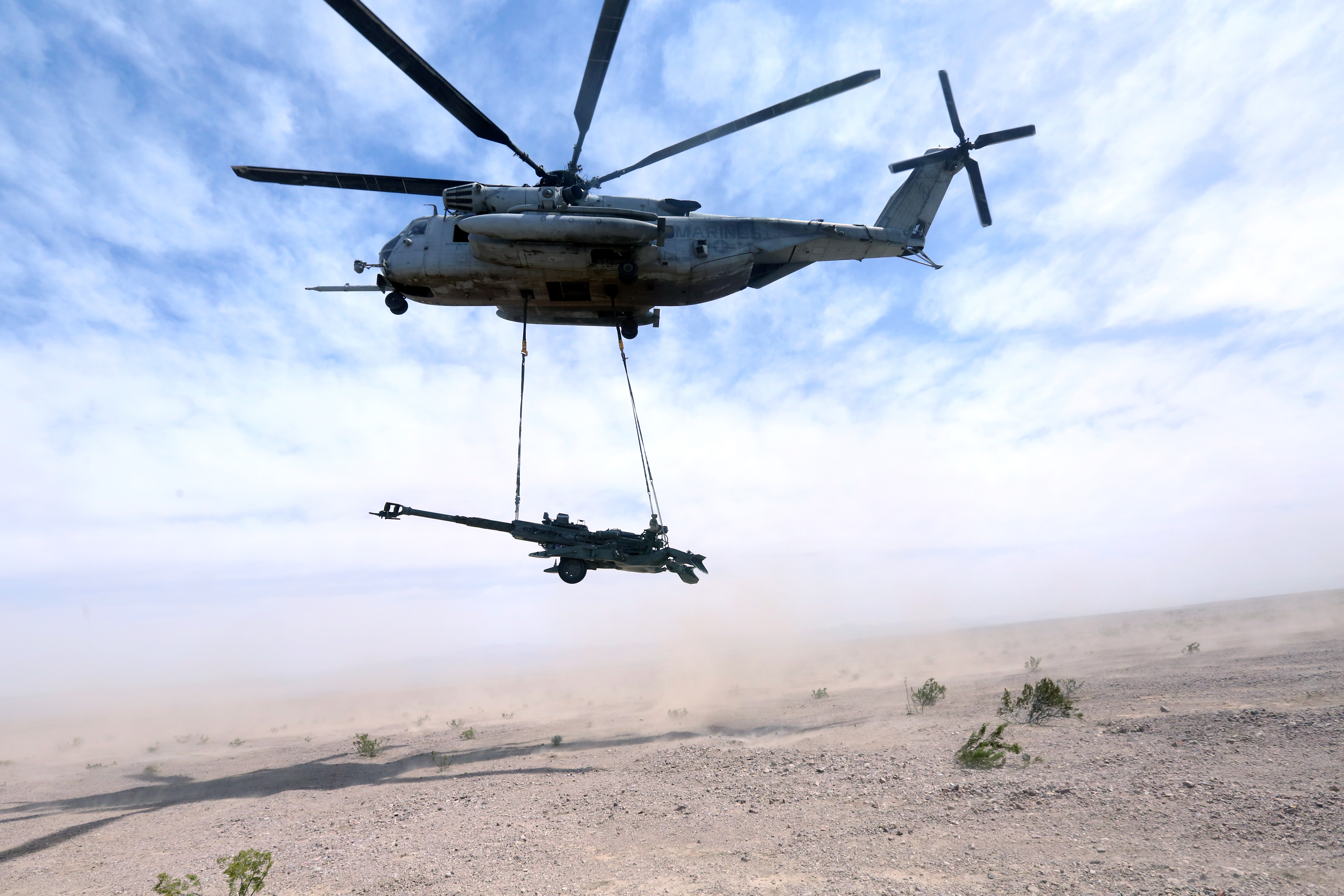
CH-53 транспортує М777 під час навчань Desert Scimitar у навчальному центрі Твентінайн-Палмс. 8 травня 2014 року.
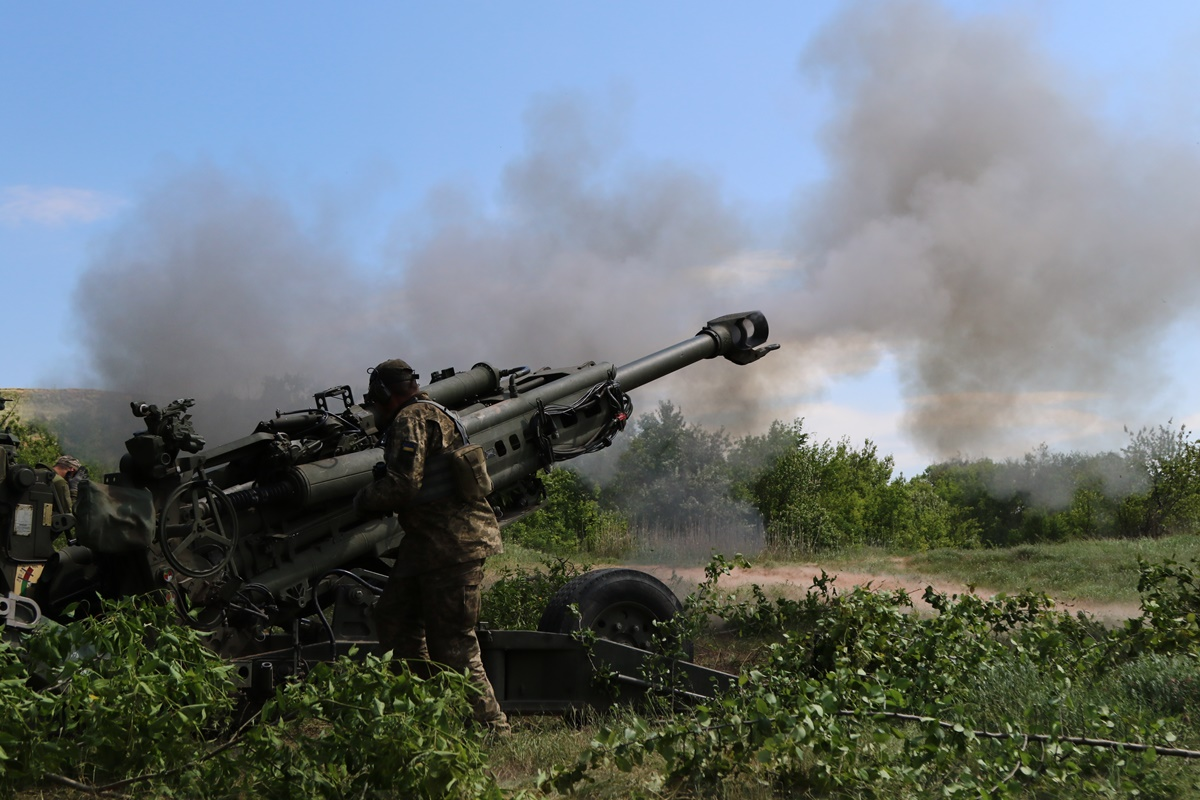
Постріл з M777 в районі угруповання Об’єднаних сил, травень 2022 року.